# Jiangsu
 Jiangsu (?·pàg.) (Xinès simplificat: 江苏; Xinès tradicional: 江蘇; pinyin: Jiāngsū; Wade-Giles: Chiang-su; Postal System Pinyin: Kiangsu) és una provincia de la República Popular de la Xina, situada a la costa oriental del país.
El seu nom prové de jiang, nom curt de la ciutat de Jiangning (ara Nanjing), i su, per la ciutat de Suzhou. La seva abreviació és "苏" (sū), el segon caràcter del seu nom.
Jiangsu limita al nord amb Shandong, a l'oest amb Anhui, i al sud amb Zhejiang i Xangai. Jiangsu té una costa de 1.000 km al llarg del Mar Groc, i el riu Yangtze travessa la part meridional.

## Economia
La província és una de les més pròsperes de la Xina. El clima plujós facilita el cultiu de l'arròs que es concentra sobretot en el delta del riu Iang-Tsé. Altres productes agrícoles que es produïxen en la zona són blat, sorgo i blat de moro. És un important productor de cucs de seda. A més, les seves costes són d'una gran riquesa en pesca. Jiangsu té dipòsits de carbó, petroli i gas natural. Les indústries principals són les tèxtils, químiques i alimentàries.

## Divisions administratives
Jiangsu es divideix en 13 prefectures:
- Nanjing (xinès simplificat: 南京市, Hanyu Pinyin: Nánjīng Shì)
- Xuzhou (徐州市 Xúzhōu Shì)
- Lianyungang (连云港市 Liányúngǎng Shì)
- Suqian (宿迁市 Sùqiān Shì)
- Huai'an (淮安市 Huái'ān Shì)
- Yanxeng (盐城市 Yánchéng Shì)
- Yangzhou (扬州市 Yángzhōu Shì)
- Taizhou (泰州市 Tàizhōu Shì)
- Nantong (南通市 Nántōng Shì)
- Zhenjiang (镇江市 Zhènjiāng Shì)
- Changzhou (常州市 Chángzhōu Shì)
- Wuxi (无锡市 Wúxī Shì)
- Suzhou (苏州市 Sūzhōu Shì)